# Franciotto Orsini
Franciotto Orsini  (Roma, 1473 - ib., 10 de enero de 1534) fue un militar y eclesiástico italiano.

## Biografía

### Infancia
Hijo de Organtino Orsini, que fue señor de Monterotondo, y de Costanza Savelli, pasó sus primeros años en la corte florentina de Lorenzo de Médici, que estaba casado con su tía Clarice Orsini, educándose junto a su primo Giovanni bajo la guía de Gregorio da Spoleto, Urbano Valeriano o Demetrio Calcocondilas.

### Militar en las guerras italianas
Encaminado a la carrera de las armas, tuvo una participación relevante en los primeros años de las guerras italianas, encargándose de la defensa de las propiedades familiares tras la expulsión de los Médici de Florencia por las tropas francesas de Carlos VIII de Francia en la primera guerra italiana, enfrentándose a las tropas de Alejandro VI y César Borgia en la Romaña, teniendo algunos desencuentros con los Colonna o colaborando en la expulsión de los Bentivoglio de Bolonia durante la Guerra de la Liga de Cambrai. 
En esta época de su vida se casó con Violante Orsini di Mugnano, con la que tuvo por hijos a Costanzo, Ottavio, Orso, Clarice y Cecilia, sin contar otro hijo natural, Annibale, que después fue arzobispo de Nicosia. 

### Carrera eclesiástica
Tomó el estado eclesiástico tras quedar viudo cerca de 1517; ese mismo año su primo y antiguo condiscípulo León X le nombró protonotario apostólico, cardenal diácono con título de San Giorgio in Velabro, que dos años después cambió por el de Santa Maria in Cosmedin, y arcipreste de la Basílica Vaticana. 
En los años siguientes fue, en distintos periodos durante los pontificados de Adriano VI y Clemente VII, administrador de las diócesis de Nicastro, Boiano, Fréjus y Rímini.
Fallecido en Roma a los 61 años de edad, fue sepultado en la Basílica de San Pedro.